# Ann Richards (actrice)
Pour les articles homonymes, voir Ann Richards et Richards.
Ann Richards, née Shirley Ann Richards, le 13 décembre 1917 à Sydney (Australie) et morte le 25 août 2006 à Torrance, en Californie, est une actrice et 
auteure australienne  qui s'est d'abord fait remarquer dans une série de films australiens des années 1930 de Ken G. Hall avant de s'installer aux États-Unis, où elle a poursuivi sa carrière d'actrice de cinéma, principalement en tant que starlette de la Metro-Goldwyn-Mayer.
Ses performances les plus connues ont été dans les films It Isn't Done (1937), Dad and Dave Come to Town (1938), Une romance américaine (1944) et Raccrochez, c'est une erreur ! (1948). Dans les années 1930, elle était la seule actrice australienne sous contrat à long terme avec le studio Cinesound Productions. Elle est ensuite devenue conférencière et poète.

## Vie et carrière

### Jeunesse
Elle est née Shirley Ann Richards à Sydney, en Australie, d'un père américain et d'une mère néo-zélandaise, a été élevée à Mosman et a fait ses études à l'école Ascham d'Edgecliff.

## Cinesound Productions
Ann Richards a été repérée dans une production de théâtre amateur lorsqu'elle a été sélectionnée pour la Talent School de Cinesound Productions, où elle a travaillé pendant six mois. Cela lui a fait décrocher le rôle pour jouer Patricia Blaydon, la fille de Hubert Blaydon joué par Cecil Kellaway dans It Isn't Done (1937) du réalisateur Ken G. Hall .
Richards a obtenu un succès auprès du public et de la critique, et Stuart F. Doyle, directeur de Cinesound, a demandé à Ken G. Hall de la mettre sous contrat à long terme afin qu'elle ne soit pas récupérée par un cinéaste rival comme F. W. Thring ou Charles Chauvel. Hall a dit plus tard : "Je pense que Shirley Ann sera la seule artiste à être placée sous contrat à terme par une société cinématographique australienne". Le contrat était d'une durée de douze mois avec options.
"En Shirley Ann Richards, je crois que nous avons l'ingénue idéale", a déclaré Hall à l'époque. «Elle est jeune, intelligente, très photogénique, et surtout, elle réagit rapidement à la mise en scène. Son travail dans ce film avec un casting d'acteurs professionnels célèbres, dirigé par Cecil Kellaway, nous a tous étonnés. Elle a une grande maîtrise de soi, et pourtant son attrait le plus fort est sa fraîcheur juvénile et son charme féminin ".
Hall a utilisé Richards dans son film suivant, Tall Timbers (1937) dont le cadre se situe dans une exploitation forestière et où elle joue avec Frank Leighton.
Elle tient le rôle principal féminin dans une autre saga d'aventures pour Hall, Lovers and Luggers (1937), jouant face à l'acteur américain Lloyd Hughes.
Dans le troisième film de Richards pour Hall, elle joue la fille de Bert Bailey dans Dad and Dave Come to Town (1938).
Son dernier long métrage australien est Come Up Smiling (1939), avec Will Mahoney et réalisé par William Freshman, bien que produit par Hall.
En 1940, elle est apparue sur scène dans une production de Charley's Aunt au Minerva Theatre de Sydney. Elle est également apparue sur scène dans les productions de The Ghost Train et Are You a Mason ? de Leo Ditrichstein.
L'année suivante, elle est apparue dans son dernier film australien, 100,000 Cobbers (1942), dirigée par Hall,.

## Carrière cinématographique américaine
Richards a quitté l'Australie pour Hollywood quelques jours seulement après l'attaque de Pearl Harbor en décembre 1941. Elle est arrivée avec seulement 75 $, tout ce que le gouvernement lui octroyait pour sortir du pays.
« J'étais prête à faire des conférences ou à travailler à la radio si nécessaire », a-t-elle dit plus tard.

### MGM
Dès sa première semaine à Hollywood, Richards a été prise dans un court métrage, The Woman in the House (1942), qui l'a conduite à signer un contrat avec la Metro-Goldwyn-Mayer. Le studio a alors vu en elle une "jeune Greer Garson",.
« J'avais un ange sur l'épaule », a-t-elle dit plus tard. "Le studio a respecté mes crédits australiens et m'a traité comme une star, mais ils m'ont embauché comme "Ann Richards", en disant que "Shirley Ann" sonnait trop comme "une belle sudiste ". (Une autre raison était d'éviter la confusion avec l'actrice Anne Shirley.)
En juin 1942, elle obtient un petit rôle dans Prisonniers du passé (1942) avec Ronald Colman et Greer Garson. Cela a été suivi d'un rôle dans Three Hearts for Julia, puis d'un rôle de soutien en tant qu'infirmière australienne dans Dr. Gillespie's New Assistant (1942).
En avril 1943, elle obtient le rôle le plus prestigieux de sa carrière : le rôle principal féminin dans Une romance américaine (1944), une production à gros budget du réalisateur King Vidor avec Brian Donlevy. Mais le film finit par passer beaucoup de temps en post-production et reçoit des critiques mitigées lors de sa sortie. La MGM enregistre une perte sur le film et Vidor refusera de travailler à nouveau pour la firme.
Richards passe ensuite des essais pour Rien qu'un cœur solitaire met n'obtient pas le rôle qui revient à June Duprez.

### Hal Wallis et RKO
La MGM ne savait pas comment utiliser Richards. «J'ai adoré MGM - sauf pour l'attente - il y avait de longues périodes pendant lesquelles je n'étais pas utilisée», a-t-elle commenté plus tard. Richards a dit que le point de rupture est venu quand la MGM a refusé qu'elle tourne pour un film de Cecil B. de Mille.
Elle demande alors à être libérée de son contrat. En avril 1944, elle signe avec la RKO, qui avait été impressionnée par son test pour Rien qu'un cœur solitaire, et lui propose deux films par an,.
En juillet 1944, elle signe avec Hal B. Wallis, qui a annoncé qu'il l'emploierait dans Love Letters et The Searching Wind. David O. Selznick exprime également son intérêt pour signer avec elle. "J'ai toujours voulu être en free-lance et maintenant on dirait que je suis un free-lance et un joueur contractuel ... n'est-ce pas merveilleux ?".
Wallis l'a programmée pour jouer aux côtés de Barry Sullivan dans Love Letters (1945). Cependant, il change d'avis et choisit Jennifer Jones et Joseph Cotten dans les rôles principaux ; Richards obtient toutefois un rôle mineur.
Ken Hall la voulait pour Smithy en Australie mais elle est incapable d'accepter.
Wallis annonce qu'il lui donnerait à Richards un premier rôle dans une adaptation du roman The Crying Sisters écrit par Ayn Rand et réalisé par Byron Haskin. Cependant, le film ne voit pas le jour.
La RKO renouvelle son choix sur elle en avril 1945. Ils annoncent qu'ils la feront jouer dans None So Blind avec Charles Bickford et Joan Bennett. Le film est finalement fait sans elle et sort sous le titre The Woman on the Beach (La Femme sur la plage).
Au lieu de cela, elle tient un rôle aux côtés de Randolph Scott dans Badman's Territory (1946). La même année, Wallis lui donne le rôle principal dans The Searching Wind (1946) avec Robert Young, mais le film ne se fait pas. En octobre 1946, Wallis annonce que Richards jouerait dans Paid in Full à partir d'un scénario de Robert Blees, mais là encore, le film ne fut jamais réalisé. En novembre 1946, Hedda Hopper annonce que Cinesound voulait qu'elle joue à Botany Bay en Australie. En 1947, Richards apparaît dans The Astonished Heart à La Jolla Playhouse, aux côtés de Dorothy McGuire.

### Eagle Lion
Richards apparaît ensuite dans deux films pour Eagle Lion, Lost Honeymoon et L'Amour d'un inconnu. Puis elle obtient le troisième rôle dans le film d'Anatole Litvak, Raccrochez, c'est une erreur ! (1948),
.
En 1948, elle est annoncée dans une production théâtrale, Recessional de William Hurbert. Edmund Angelo en a acheté les droits.
En avril 1948, elle dit au Los Angeles Times qu'elle est déterminée à jouer des rôles plus jeunes par rapport aux rôles plus matures qu'elle a tenus jusque-là.

### Edmond Angelo
Ann Richards arrête officiellement sa carrière en 1949, après son mariage avec l'ingénieur Edmond Angelo,.
Angelo dirige alors une société de conseil prospère et tous deux ont trois enfants, Christopher, Mark et Juliet.
Finalement, Richards revient dans The Slasher, produit et réalisé par son mari, qui est rebaptisé Breakdown (1952). Le film n'est pas un succès et Richards n'apparaît dans aucun autre film par la suite.
Angelo décide de son côté de ne plus faire de films.

### Après le cinéma
Après sa retraite, Richards s'aventure dans la peinture et la poésie, publiant plusieurs livres qui sont bien reçus, dont The Grieving Senses (1971) et Odyssey for Edmond (1991) ; elle écrit également la pièce Helen of Troy dans les années 1970, qu'Angelo et elle présentent sur les campus universitaires. Ils restent mariés jusqu'à la mort d'Angelo en 1983. Ann Richards meurt à Torrance le 24 août 2006.
Richards avait un frère qui a été tué dans un camp de prisonniers de guerre japonais pendant la Seconde Guerre mondiale,.

## Filmographie partielle
- 1937 : It Isn't Done de Ken G. Hall : Patricia Blaydon
- 1937 : Tall Timbers de Ken G. Hall : Joan Burbridge
- 1937 : Lovers and Luggers de Ken G. Hall : Lorna Quidley
- 1938 : Dad and Dave Come to Town de Ken G. Hall : Jill
- 1939 : Come Up Smiling de William Freshman : Eve Cameron
- 1942 : 100,000 Cobbers de Ken G. Hall
- 1942 : The Woman in the House de Sammy Lee : Catherine Starr
- 1942 : Dr. Gillespie's New Assistant de Willis Goldbeck : Iris Headley
- 1942 : Prisonniers du passé (Random Harvest) de Mervyn LeRoy : Bridget
- 1943 : Three Hearts for Julia de Richard Thorpe : Clara (non créditée)
- 1944 : Une romance américaine (An American Romance) de King Vidor : Anna O'Rourke Dangos
- 1945 : Le Poids d'un mensonge (Love Letters) de William Dieterle : Dilly Carson
- 1946 : La Ville des sans-loi (Badman's Territory) de Tim Whelan : Henryetta Alcott
- 1946 : The Searching Wind de William Dieterle : Emily Hazen
- 1947 : Dernière lune de miel (Lost Honeymoon) de Leigh Jason : Amy Atkins / Tillie Gray
- 1947 : L'Amour d'un inconnu (Love from a Stranger) de Richard Whorf : Mavis Wilson
- 1948 : Raccrochez, c'est une erreur ! (Sorry, Wrong Number) d'Anatole Litvak : Sally Hunt Lord
- 1952 : Breakdown d'Edmond Angelo : June Hannum